# Isaura Pazos Campos
Isaura Pazos Campos (La Estrada, c.1910 - Pontevedra, finales de octubre de 1998) fue una mujer española víctima de la represión durante la dictadura franquista.

## Trayectoria
Nacida en La Estrada en torno a 1910, se casó con Higinio Carracedo Ruzo. Tras el golpe de Estado del 18 de julio de 1936, su marido se convirtió en responsable del comité organizador de la resistencia en la sierra de Estrada y estuvo oculto de los franquistas durante 2 años. El 28 de noviembre de 1938, una partida de fascistas fue a su casa a buscar a su marido. Este, por miedo a que sus hijos, su esposa Isaura Pazos, su madre y sus hermanas sufrieran represalias, se lanzó al ataque mientras su mujer recargaba la escopeta. Logró escapar, pero ese mismo día le dieron alcance y le mataron.
Pazos fue detenida junto a sus hijos, su madre Josefa Campos Plaza, su suegra Manuela Ruzo y las hermanas de su marido, Celia, de veinte años, y Berta, de 16. Además, acusadas de ayudar a los prófugos, detuvieron a sus vecinas Filomena Coto, Francisca Domínguez y a las hermanas Benedicta y Mercedes Castro Torrado. Además, extendieron la persecución a cualquiera que la hubiera ayudado, como por ejemplo a las hermanas Estrada, Laura y Rosario Porto Mariño y a su amiga María Silva Rodríguez por haberle prestado 10 pesetas.
Isaura Pazos Campos fue juzgada en Pontevedra por auxilio a la rebelión y condenada a 12 años de prisión, cumpliendo su pena en la cárcel de Pontevedra. A su hijo Higinio lo metieron en un hospicio y su hija estuvo en la celda con su madre hasta que, cuando cumplió cinco años, la llevó a su casa Adela Velasco, una vecina de Poio que estuvo unos meses encarcelada por problemas con el marisco.
Cuando salió de prisión no quiso volver a Estrada, y pudo alquilar una casa en Pontevedra con el dinero que ganó con el estraperlo. El 7 de junio de 1948, viajaba en un autobús al que la Guardia Civil paró en un control en el Camino de Santiago, encontrando café, chocolate, garbanzos, arroz, azúcar y sopa por lo que Pazos, junto a otras mujeres estraperlistas con las que viajaba como Rosario Goris, Matilde Casalderrey y la viuda de Perrita, Carmen Casalderrey. Las mujeres se enfrentaron a los guardias y comenzaron una pelea. Pazos fue devuelta a prisión durante varios meses. Después, cuando su hijo mayor ya estaba casado, emigró a Venezuela.
Murió en 1998 sin saber dónde había sido enterrado su marido. Pazo fue enterrada en el cementerio de Lérez.